# Saint-Michel-sur-Orge
Saint-Michel-sur-Orge è un comune francese di 20 379 abitanti situato nel dipartimento dell'Essonne nella regione dell'Île-de-France.

## Società

### Evoluzione demografica
Abitanti censiti

## Amministrazione

### Gemellaggi
- Senftenberg, dal 1996
- Fresagrandinaria, dal 2006[senza fonte]